# Grand Prix-wegrace van Tsjecho-Slowakije 1970
De Grand Prix-wegrace van Tsjecho-Slowakije 1970 was de achtste race van het wereldkampioenschap wegrace-seizoen 1970. De race werd verreden op 19 juli 1970 op de Masaryk-Ring nabij Brno

## Algemeen
In Tsjecho-Slowakije had men de 500cc-klasse laten vervallen om plaats te maken voor de zijspanklasse. Hier werd de organisatie meteen geconfronteerd met de startgeldeisen van de rijders, nadat ze in tijdens de Grand Prix van de DDR bedrogen waren door de organisatie. Er werd pas getraind toen ze verhoogd waren. Aanvankelijk zouden de coureurs slechts 260- tot 340 gulden startgeld krijgen. De toestand van het circuit was ook slecht, terwijl daar twee jaar eerder al klachten over waren neergelegd. Het asfalt was bij regen veel te glad, maar gelukkig konden de wedstrijden in droog weer verreden worden. Tijdens de training was bakkenist Wolfgang Kalauch gewond geraakt toen hij uit het zijspan van Klaus Enders was gevallen en een trottoirband had geraakt. De 350cc-wereldtitel werd in deze Grand Prix beslist.

## 350cc-klassse
De 350cc-race van Tsjecho-Slowakije moest even worden uitgesteld door vervelend ongelukje, uitgerekend van Silvio Grassetti met zijn Tsjechische Jawa V4. Bij de duwstart verloor hij zijn evenwicht en viel, waarbij zijn Jawa ook enkele andere motorfietsen raakte. De Jawa schuurde over de baan en daardoor ontstond een groot gat in de tank. Na de start nam Giacomo Agostini meteen de leiding, gevolgd door Renzo Pasolini. Zij namen afstand van de rest. Ginger Molloy had voor de gelegenheid een Jawa gekregen, maar gaf na acht ronden op. Kel Carruthers en Kent Andersson vochten om de derde plaats, maar vlak voor de finish stopte de ontsteking van Carruthers ermee. Hij kon zijn machine laten uitrollen en werd vierde. Agostini was door deze overwinning wereldkampioen 350 cc.

### Uitslag 350cc-klassse
| Pos | Coureur          | Merk      | Tijd      | Punten |
| --- | ---------------- | --------- | --------- | ------ |
| 1   | Giacomo Agostini | MV Agusta | 59' 13" 7 | 15     |
| 2   | Renzo Pasolini   | Benelli   | +33" 5    | 12     |
| 3   | Kent Andersson   | Yamaha    | +2' 02" 2 | 10     |
| 4   | Kel Carruthers   | Yamaha    | +2' 52" 8 | 8      |
| 5   | Dieter Braun     | MZ        | +3' 33" 2 | 6      |
| 6   | Martti Pesonen   | Yamaha    | +4' 52" 5 | 5      |
| 7   | Jack Findlay     | Yamaha    | +5' 08" 3 | 4      |
| 8   | Theo Bult        | Yamaha    | +5' 13" 2 | 3      |
| 9   | Bo Granath       | Yamaha    | +5' 39" 5 | 2      |
| 10  | Chas Mortimer    | Yamaha    | +5' 41" 2 | 1      |
| DNF | Silvio Grassetti | Jawa      | val       |        |
| DNF | Ginger Molloy    | Jawa      | opgave    |        |

### Top twaalf tussenstand 350cc-klasse
| Pos | Coureur          | Merk      | Ptn |                |
| --- | ---------------- | --------- | --- | -------------- |
| 1   | Giacomo Agostini | MV Agusta | 90  | Wereldkampioen |
| 2   | Kel Carruthers   | Benelli   | 50  |                |
| 3   | Renzo Pasolini   | Benelli   | 36  |                |
| 4   | Kent Andersson   | Yamaha    | 22  |                |
| 5   | Martti Pesonen   | Yamaha    | 18  |                |
| 6   | Karl Hoppe       | Yamaha    | 16  |                |
| 7   | Alan Barnett     | Aermacchi | 15  |                |
| 8   | Chas Mortimer    | Yamaha    | 14  |                |
| 9   | Billie Nelson    | Yamaha    | 12  |                |
| 10  | Phil Read        | Yamaha    | 10  |                |
| 10  | Paul Smart       | Yamaha    | 10  |                |
| 10  | Silvio Grassetti | Jawa      | 10  |                |

## 250cc-klassse
In de 250cc-race ging de strijd om de overwinning tussen Kent Andersson en Kel Carruthers, hoewel Rodney Gould deze twee nog een tijdje kon volgen. Gould viel echter uit door een defecte versnellingsbak. Aan het begin van de laatste ronde had Andersson de leiding, maar Carruthers wist door zijn ervaring toch te winnen. Achter hen vochten zeven rijders om de derde plaats, waarbij Jarno Saarinen als winnaar uit de bus kwam. Door het uitvallen van Rodney Gould had Kel Carruthers weer uitzicht op het prolongeren van zijn wereldtitel.

### Uitslag 250cc-klassse
| Pos | Coureur          | Merk   | Tijd            | Punten          |
| --- | ---------------- | ------ | --------------- | --------------- |
| 1   | Kel Carruthers   | Yamaha | 50' 26" 2       | 15              |
| 2   | Kent Andersson   | Yamaha | +00" 9          | 12              |
| 3   | Jarno Saarinen   | Yamaha | +1' 47" 8       | 10              |
| 4   | Theo Bult        | Yamaha | +1' 51"         | 8               |
| 5   | Bo Granath       | Yamaha | +1' 52" 7       | 6               |
| 6   | Chas Mortimer    | Yamaha | +1' 53" 5       | 5               |
| 7   | Leo Commu        | Yamaha | +1' 53" 8       | 4               |
| 8   | Dieter Braun     | MZ     | +2' 05" 7       | 3               |
| 9   | Lothar John      | Yamaha | +2' 47" 4       | 2               |
| 10  | Teuvo Länsivuori | Yamaha | +2' 47" 8       | 1               |
| DNF | Rodney Gould     | Yamaha | versnellingsbak | versnellingsbak |

### Top elf tussenstand 250cc-klasse
| Pos | Coureur              | Merk   | Ptn |
| --- | -------------------- | ------ | --- |
| 1   | Rodney Gould         | Yamaha | 82  |
| 2   | Jarno Saarinen       | Yamaha | 57  |
| 2   | Kel Carruthers       | Yamaha | 57  |
| 4   | Kent Andersson       | Yamaha | 40  |
| 5   | Chas Mortimer        | Yamaha | 30  |
| 6   | Santiago Herrero (†) | Ossa   | 27  |
| 7   | Börje Jansson        | Yamaha | 25  |
| 8   | László Szabó         | MZ     | 20  |
| 9   | Günter Bartusch      | MZ     | 16  |
| 10  | Theo Bult            | Yamaha | 15  |
| 10  | Bosse Granath        | Yamaha | 15  |

## 125cc-klassse
In Tsjecho-Slowakije verscheen Gilberto Parlotti met een nieuwe 125cc-Morbidelli en hij reed meteen de snelste trainingstijd. Voor Dieter Braun was een overwinning belangrijk, want daarmee zou hij zijn wereldtitel veilig kunnen stellen. Braun kon Parlotti echter met geen mogelijkheid bijhouden. Hij finishte als tweede met ruim 17 seconden achterstand. Ángel Nieto kwam er helemaal niet aan te pas. Hij was weliswaar naar de derde plaats opgeklommen, maar moest toen stoppen door een slecht lopende motor. Daardoor werd Dave Simmonds derde. Ángel Nieto kon nu alleen nog wereldkampioen worden door alle volgende races te winnen.

### Uitslag 125cc-klassse
| Pos | Coureur           | Merk       | Tijd      | Punten |
| --- | ----------------- | ---------- | --------- | ------ |
| 1   | Gilberto Parlotti | Morbidelli | 49' 10" 6 | 15     |
| 2   | Dieter Braun      | Suzuki     | +17" 4    | 12     |
| 3   | Dave Simmonds     | Kawasaki   | +59"      | 10     |
| 4   | Aalt Toersen      | Suzuki     | +1' 01" 2 | 8      |
| 5   | Börje Jansson     | Maico      | +1' 31"   | 6      |
| 6   | János Reisz       | MZ         | +2' 06" 4 | 5      |
| 7   | Jürgen Lenk       | MZ         | +2' 40" 3 | 4      |
| 8   | László Szabó      | MZ         | +2' 41"   | 3      |
| 9   | Luigi Rinaudo     | Aermacchi  | +3' 30" 1 | 2      |
| 10  | Heinz Kriwanek    | Rotax      | +3' 31" 3 | 1      |
| DNF | Ángel Nieto       | Derbi      | motor     |        |

### Top tien tussenstand 125cc-klasse
Punten (tussen haakjes) zijn inclusief streepresultaten, slechts zes races telden mee.
| Pos | Coureur         | Merk      | Ptn     |
| --- | --------------- | --------- | ------- |
| 1   | Dieter Braun    | Suzuki    | 84      |
| 2   | Börje Jansson   | Maico     | 58 (63) |
| 3   | Ángel Nieto     | Derbi     | 42      |
| 3   | Dave Simmonds   | Kawasaki  | 42      |
| 5   | Toni Gruber     | Maico     | 31      |
| 6   | Aalt Toersen    | Suzuki    | 28      |
| 7   | László Szabó    | MZ        | 22      |
| 7   | Günter Bartusch | MZ        | 22      |
| 9   | Heinz Kriwanek  | Rotax     | 21      |
| 10  | John Dodds      | Aermacchi | 19      |

## 50cc-klassse
In Brno bleek dat de Jamathi van Aalt Toersen nu toch echt de snelste van het 50cc-veld was. Hij nam dan ook meteen de leiding, terwijl Ángel Nieto al na korte tijd moest afstappen door een gebroken stuur. Rudolf Kunz (Kreidler) nam de tweede plaats over en wist die ook tot aan de finish vast te houden. De derde plaats was voor Salvador Cañellas (Derbi).

### Uitslag 50cc-klassse
| Pos | Coureur           | Merk              | Tijd              | Punten         |
| --- | ----------------- | ----------------- | ----------------- | -------------- |
| 1   | Aalt Toersen      | Jamathi           | 42' 15" 9         | 15             |
| 2   | Rudolf Kunz       | Kreidler          | +18" 4            | 12             |
| 3   | Salvador Cañellas | Derbi             | +31"              | 10             |
| 4   | Martin Mijwaart   | Jamathi           | +1' 30" 1         | 8              |
| 5   | Michal Stripačuk  | Jamathi           | +2' 17"           | 6              |
| 6   | Luigi Rinaudo     | Tomos             | +4' 00" 4         | 5              |
| 7   | Harald Bartol     | Kreidler          | +4' 24" 7         | 4              |
| 8   | Lasse Johansson   | Maico             | +4' 24" 8         | 3              |
| 9   | Hans Kroismayr    | Kreidler          | +1 ronde          | 2              |
| 10  | Jan de Vries      | Van Veen-Kreidler | Van Veen-Kreidler | 1              |
| DNF | Ángel Nieto       | Derbi             | gebroken stuur    | gebroken stuur |

### Top elf tussenstand 50cc-klasse
Punten (tussen haakjes) zijn inclusief streepresultaten, slechts zes races telden mee.
| Pos | Coureur           | Merk              | Ptn     |
| --- | ----------------- | ----------------- | ------- |
| 1   | Ángel Nieto       | Derbi             | 82      |
| 2   | Aalt Toersen      | Jamathi           | 71 (74) |
| 3   | Rudolf Kunz       | Kreidler          | 52 (56) |
| 4   | Salvador Cañellas | Derbi             | 44      |
| 5   | Jos Schurgers     | Van Veen-Kreidler | 41      |
| 6   | Jan de Vries      | Van Veen-Kreidler | 36      |
| 7   | Martin Mijwaart   | Jamathi           | 34      |
| 8   | Gilberto Parlotti | Tomos             | 15      |
| 9   | Harald Bartol     | Kreidler          | 11      |
| 10  | Eugenio Lazzarini | Morbidelli        | 9       |
| 10  | Luigi Rinaudo     | Tomos             | 9       |

## Zijspanklasse
In Tsjecho-Slowakije raakte Wolfgang Kalauch in de natte training gewond toen de zijspancombinatie slipte en hij tegen een trottoirband vloog. Klaus Enders had geluk dat zijn voormalige bakkenist Ralf Engelhardt als toeschouwer aanwezig was en die nam de plaats van Kalauch in. Enders/Engelhardt leidden van start tot finish. Er was wel een flinke strijd om de tweede plaats, die uiteindelijk gewonnen werd door Georg Auerbacher/Hermann Hahn, terwijl Arsenius Butscher/Josef Huber derde werden.

### Uitslag zijspanklasse
| Pos | Coureur              | Bakkenist        | Merk      | Tijd      | Punten |
| --- | -------------------- | ---------------- | --------- | --------- | ------ |
| 1   | Klaus Enders         | Ralf Engelhardt  | BMW       | 48' 51" 2 | 15     |
| 2   | Georg Auerbacher     | Hermann Hahn     | BMW       | +21" 4    | 12     |
| 3   | Arsenius Butscher    | Josef Huber      | BMW       | +23" 6    | 10     |
| 4   | Horst Owesle         | Julius Kremer    | Münch-URS | +1' 28" 2 | 8      |
| 5   | Jean-Claude Castella | Albert Castella  | BMW       | +1' 45"   | 6      |
| 6   | Siegfried Schauzu    | Peter Rutterford | BMW       | +2' 41" 6 | 5      |
| 7   | Richard Wegener      | Adi Heinrichs    | BMW       |           | 4      |
| 8   | Hermann Binding      | Helmut Fleck     | BMW       |           | 3      |
| 9   | Gustav Pape          | Franz Kallenberg | BMW       |           | 2      |
| 10  | Egon Schons          | Karl Lauterbach  | BMW       |           | 1      |

### Top tien tussenstand zijspanklasse
| Pos | Coureur               | Bakkenist                                      | Merk          | Ptn |
| --- | --------------------- | ---------------------------------------------- | ------------- | --- |
| 1   | Georg Auerbacher      | Hermann Hahn                                   | BMW           | 59  |
| 2   | Klaus Enders          | Wolfgang Kalauch en Ralf Engelhardt            | BMW           | 45  |
| 2   | Arsenius Butscher     | Josef Huber, Karl Lauterbach en Werner Metzger | BMW           | 45  |
| 4   | Siegfried Schauzu     | Horst Schneider en Peter Rutterford            | Apfelbeck-BMW | 42  |
| 5   | Jean-Claude Castella  | Albert Castella                                | BMW           | 37  |
| 6   | Heinz Luthringshauser | Hans-Jürgen Cusnik en Klaas de Geus            | BMW           | 30  |
| 7   | Horst Owesle          | Julius Kremer                                  | Münch-URS     | 26  |
| 8   | Richard Wegener       | Adi Heinrichs                                  | BMW           | 19  |
| 9   | Tony Wakefield        | John Flaxman                                   | BMW           | 16  |
| 10  | Graham Milton         | John Thornton                                  | BMW           | 12  |

1928 · 1929 · 1950 · 1951 · 1952 · 1954 · 1955 · 1956 · 1957 · 1958 · 1959 · 1960 · 1961 · 1962 · 1963 · 1964 · 1965 · 1966 · 1967 · 1968 · 1969 · 1970 · 1971 · 1972 · 1973 · 1974 · 1975 · 1976 · 1977 · 1978 · 1979 · 1980 · 1981 · 1982 · 1983 · 1984 · 1985 · 1986 · 1987 · 1988 · 1989 · 1990 · 1991